# قلعه یامابوکی
قلعه یامابوکی (به ژاپنی: 山吹城) یک قلعه ژاپنی در دوره موروماچی بود که در ولایت ایوامی، شهر اودا، استان شیمانه، ژاپن قرار داشت. این قلعه به عنوان قلعهٔ محافظ معدن نقره ایوامی استفاده می‌شد.